# Vlasta Kodešová
Vlasta Kodešová, née le 26 mars 1944 à Prague, est une joueuse de tennis tchécoslovaque, professionnelle.
Elle est le petite sœur du champion de tennis Jan Kodeš.

## Carrière
En simple, à son meilleur niveau dans un tournoi du Grand Chelem, elle accède aux quarts de finale des Internationaux de France de tennis, en 1968 et en 1970. En double, elle atteint le même stade lors du tournoi de Wimbledon en 1964 avec Věra Suková.
Elle a fait partie de l'Équipe de Tchécoslovaquie de Coupe de la Fédération de 1964 à 1970 et compte une victoire sur Virginia Wade en 1968.
Elle épouse le joueur de hockey Milan Vopička (cs).

## Parcours en Grand Chelem

### En simple
| Année | Open d'Australie | Open d'Australie | Internationaux de France | Internationaux de France | Wimbledon      | Wimbledon      | US Open | US Open |
| ----- | ---------------- | ---------------- | ------------------------ | ------------------------ | -------------- | -------------- | ------- | ------- |
| 1968  | —                | —                | 1/4 de finale            | Ann Jones                | 2e tour (1/32) | Joyce Williams | —       | —       |
| 1969  | —                | —                | 1er tour (1/32)          | Billie Jean King         | 2e tour (1/32) | Judy Tegart    | —       | —       |
| 1970  | —                | —                | 1/4 de finale            | Julie Heldman            | 1/8 de finale  | Margaret Court | —       | —       |
| 1972  | —                | —                | 2e tour (1/32)           | Katja Ebbinghaus         | 2e tour (1/32) | Jill Cooper    | —       | —       |
| 1973  | —                | —                | 2e tour (1/16)           | Virginia Wade            | 2e tour (1/32) | Françoise Durr | —       | —       |

N.B. : à droite du résultat se trouve le nom de l'ultime adversaire.